# Peter Bossu
Peter Bossu (ur. 27 czerwca 1965 w Torhout) – belgijski i flamandzki pisarz oraz samorządowiec, w 1999 deputowany do Parlamentu Europejskiego V kadencji.

## Życiorys
Działacz i pracownik organizacji ekologicznych. W wyborach w 1999 z listy flamandzkiej Partii Socjalistycznej uzyskał mandat posła do Parlamentu Europejskiego. Należał do grupy socjalistycznej oraz do Komisji ds. Kultury, Młodzieży, Edukacji, Środków Masowego Przekazu i Sportu. Z PE odszedł pod koniec tego samego roku, co tłumaczył agorafobią. Został później radnym w Diksmuide.
Jest autorem książek Roep voor de Natuur (1992), Ok westhoek! (2000), De vallei (2001), Mening (2003), Poldernota (2005) i innych.